# Go Sport–Roubaix–Lille Métropole
Natura4Ever-Roubaix Lille Métropole (código UCI: NRL), é uma equipa ciclista profissional francesa de categoria Continental.

## Material ciclista
A equipa utiliza bicicletas Lapierre.

## Classificações UCI
A partir de 2005 a UCI instaurou os Circuitos Continentais UCI, onde a equipa tem estado desde o ano 2007 (ano de sua fundação), registado dentro do UCI Europe Tour. Estando unicamente nas classificações do UCI Europe Tour Ranking. As classificações da equipa e de sua ciclista mais destacado são as seguintes:

### UCI Africa Tour
| Temporada | Classificação por equipas | Melhor corredor  | Posição |
| 2007-2008 | 17º                       | Jean-Marc Bideau | 137º    |

### UCI Europe Tour
| Temporada | Classificação por equipas | Melhor corredor     | Posição |
| 2006-2007 | 55º                       | Yauheni Hutarovich  | 115º    |
| 2007-2008 | 59º                       | Paul Moucheraud     | 371º    |
| 2008-2009 | 45º                       | Mickaël Larpe       | 164º    |
| 2009-2010 | 15º                       | Cédric Pineau       | 11º     |
| 2010-2011 | 39º                       | Steven Tronet       | 164º    |
| 2011-2012 | 48º                       | Fabien Schmidt      | 197º    |
| 2012-2013 | 63º                       | Julien Duval        | 199º    |
| 2013-2014 | 16º                       | Baptiste Planckaert | 38º     |
| 2015      | 18º                       | Baptiste Planckaert | 12º     |
| 2016      | 23º                       | Rudy Barbier        | 28º     |
| 2017      | 23º                       | Jérémy Leveau       | 109º    |
| 2018      | 40º                       | Julien Antomarchi   | 167º    |

## Palmarés
Para anos anteriores, veja-se Palmarés da Natura4Ever-Roubaix Lille Métropole

### Palmarés 2019

#### Circuitos Continentais UCI
| Datas | Circuito | Carreiras | Ganhador |

## Plantel

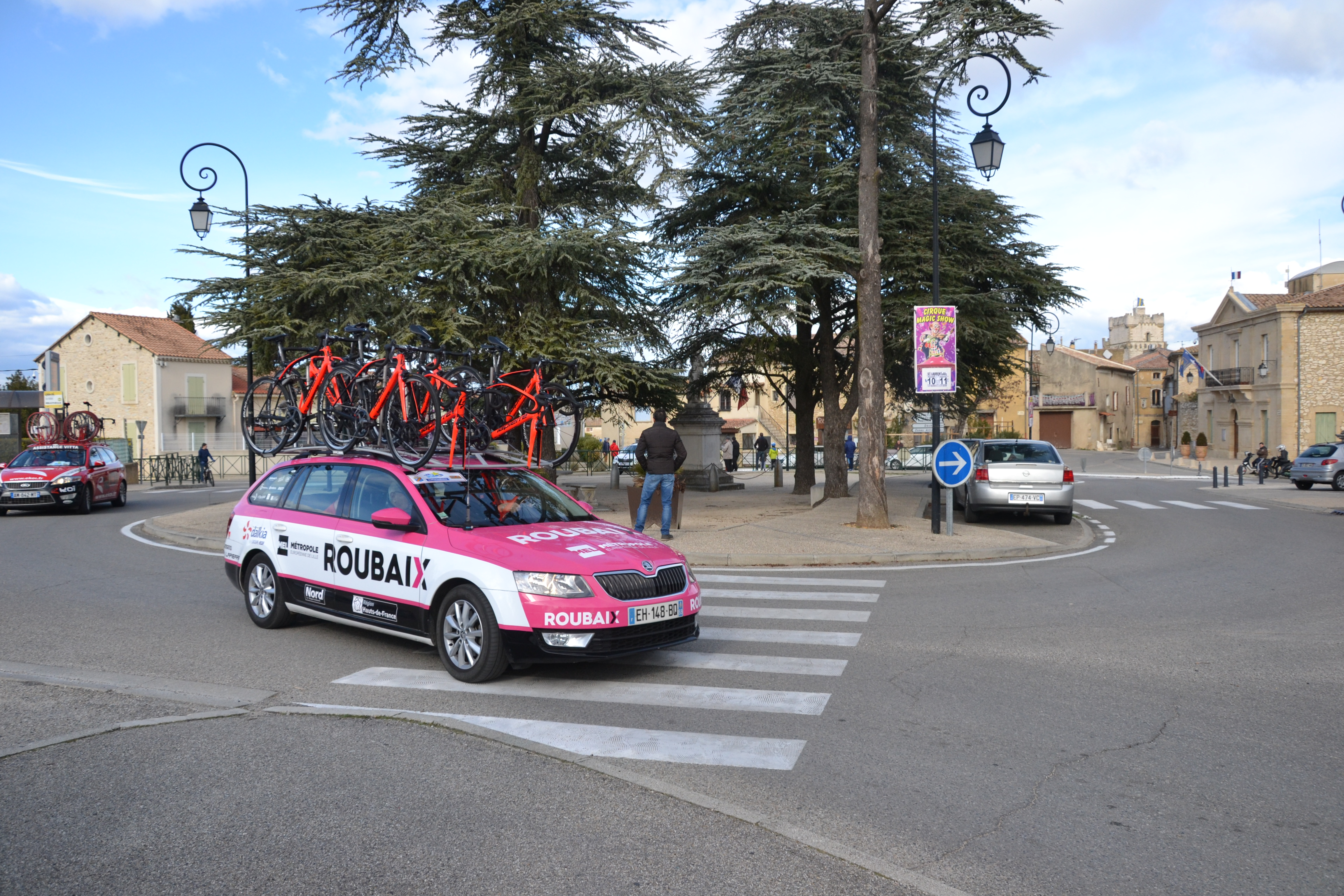
Carro da equipa

Para anos anteriores, veja-se Elencos da Natura4Ever-Roubaix Lille Métropole

### Elenco de 2019
| Nomeie             | Nascimento | Nacionalidade | Equipa de 2018               |
| Julien Antomarchi  | 16/05/1984 | França        | Roubaix-Lille Métropole      |
| Pierre Barbier     | 25/09/1997 | França        | Roubaix-Lille Métropole      |
| Tom Dernies        | 22/11/1990 | Bélgica       | Roubaix-Lille Métropole      |
| Thibault Ferasse   | 12/09/1994 | França        | Armée de terre (2017)        |
| Pierre Gouault     | 09/02/1993 | França        | Roubaix-Lille Métropole      |
| Pierre Idjouadiene | 06/01/1996 | França        | Roubaix-Lille Métropole      |
| Samuel Leroux      | 27/11/1994 | França        | Roubaix-Lille Métropole      |
| Christophe Masson  | 06/09/1985 | França        | WB-Aqua Protect-Veranclassic |
| Thomas Vaubourzeix | 16/06/1989 | França        | Project Nice Côte d'Azur     |
| Emiel Vermeulen    | 16/02/1993 | Bélgica       | Roubaix-Lille Métropole      |